# Basic Support for Cooperative Work
Basic Support for Cooperative Work (BSCW) is een systeem waarmee over het internet samengewerkt kan worden. Men kan bijvoorbeeld berichten plaatsen en bestanden beheren. Daarnaast kunnen er groepen ingesteld worden en kunnen gebruikers op de hoogte worden gesteld van gebeurtenissen. Het is halverwege de jaren 90 ontwikkeld door Fraunhofer-Gesellschaft. In 1998 werd de ontwikkeling voortgezet door OrbiTeam Software GmbH & Co. KG.
Het enige wat gebruikers nodig hebben is toegang tot internet, een webbrowser en een e-mailadres.